# 李向阳 (角色)
李向阳是中国电影《平原游击队》中的八路军队长，智勇双全，击毙了日本侵略军头目松井大队长。由郭振清饰演的李向阳浓眉大眼，威武不凡，手持双枪的英雄形象已深入人心。
1968年5月21日，柳州市文革团体以对付柳州“联指”武装围剿为名，组织几千人到柳州火车站抢走援越弹药1.1万多箱，共计子弹1700万发，以“李向阳”之名，给押车的解放军留下了“收条”。6月4日，广西“联指”所属组织3500人第二次到广西军区军械库抢夺武器，共抢去各种枪支1859支，六零炮8门，子弹约100多万发。
1973年，中国自主研制的轻型超音速战斗机歼-12被叶剑英誉为“空中李向阳”。